# 錫西亞群島
錫西亞群島是巴布亞新畿內亞的群島，位於太平洋海域，屬於俾斯麥群島的一部分，由約20座島嶼組成，行政方面由莫雷貝省負責管轄，主要島嶼是溫博伊島，面積870平方公里。